# Atalía
Atalía fue reina de Judá durante el período 842 a. C.-835 a. C. (aproximadamente). Fue el séptimo reinado de Judá.
Era hija de Acab, rey de Israel, y de Jezabel, la princesa de Tiro que aparece en la Biblia. Sin embargo, algunos eruditos creen que era hermana de Acab, en lugar de su hija. Al casarse con Joram, se convirtió en reina consorte de Judá. Cuando murió su esposo su hijo Ocozías se alzó con el trono, pero por escaso tiempo, hasta que la revuelta de Jehú acabó con él y con todos los descendientes de Jezabel, tanto en Israel (Joram, hermano de Atalía) como en Judá.
En vez de mantenerse como regente, quiso hacerse con el trono, por lo que hizo exterminar a los descendientes de la casa de David, ejecutando a cuantos príncipes pudo encontrar. Sin embargo, Jehosheba, hermana del rey Ocozías, protegió a uno de ellos, llamado Joás, que luego sería rey, entregándolo en secreto al cuidado del sumo sacerdote Joiada, quien lo presentó en público por sorpresa. Después de este golpe de efecto, Atalía fue capturada y ejecutada.
Durante su reinado, había tolerado el culto al dios Baal, por lo que se ganó el odio de los sacerdotes de Yahvé.
| Predecesor: Ocozías | Reina de Judá 842 a. C. - 835 a. C. | Sucesor: Joás |